# Taba Baru (Lais)
Taba Baru is een bestuurslaag in het regentschap Bengkulu Utara van de provincie Bengkulu, Indonesië. Taba Baru telt 1814 inwoners (volkstelling 2010).